# ホモテリウム
ホモテリウム（学名：Homotherium）は、絶滅したネコ科の剣歯虎の属。約500万年前から約1万年前（新第三紀漸新世 - 第四紀更新世）にかけて、ユーラシア大陸・アフリカ大陸・北アメリカ大陸・南アメリカ大陸に生息した。同じく剣歯虎であるスミロドンよりも小型で、体型は現生のハイエナに類似し、鋸歯状の鋭利な歯を有する。発達した犬歯を刀になぞらえて俗にシミターキャットとも呼ばれる。この犬歯を獲物の首に突き立てて失血死を誘ったと推測されている。群れで行動しており、狩りも集団で行っていたと考えられている。
中新世から鮮新世にあたるミャンマーの地層からは本属またはマカイロドゥス属の化石が産出している。ホモテリウム属はアフリカでは約150万年前に絶滅した。ユーラシア大陸ではより最近の化石が産出しており、北海で発見された2万8000年前のものが最新とされている。南アメリカではベネズエラから化石が得られており、層準は下部 - 中部更新統とされている。
2020年にロシアのサハ共和国北東部バジャリハ川にある後期更新世の永久凍土から、ミイラとなったHomotherium latidensの幼体、上半身が見つかった。この発見によって、毛並みや筋肉の付き方などが判明することとなった。

## 分類と分布

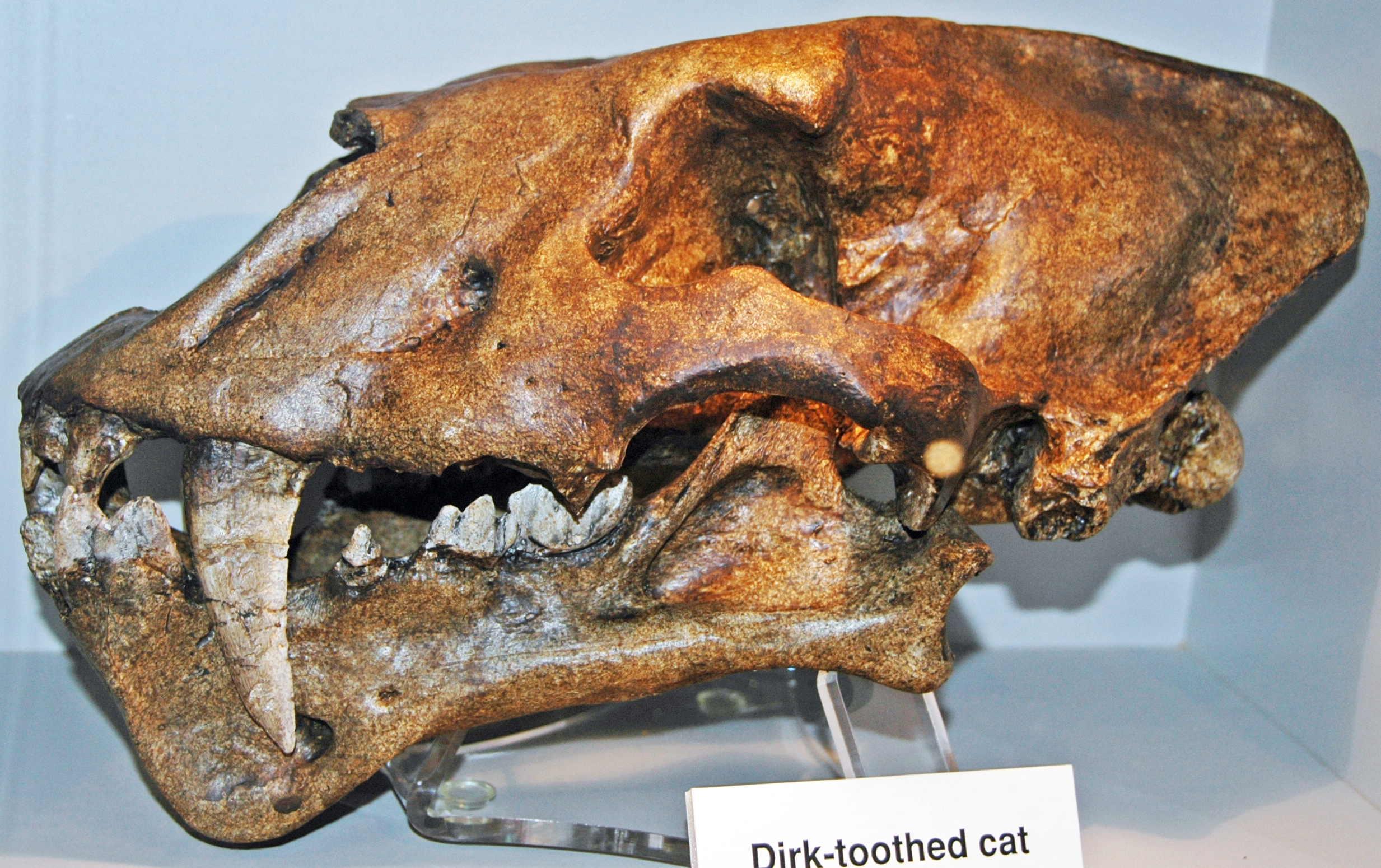
H. serum 頭骨

ホモテリウムという属名は、古代ギリシア語で「同じ」を意味するὁμός（homos）と「獣」を意味するθηρίον（therion）に由来し、1890年に Emilio Fabrini によりマカイロドゥスの新しい亜属として命名された。下顎の2本の小臼歯の間に歯隙が存在する点が特徴とされた。
ミトコンドリアDNAシーケンスに基づき、ホモテリウムの系統は1800万年前にスミロドンと枝分かれしたと推定されている。また、約500 - 400 万年前（中新世 - 漸新世境界ごろ）にマカイロドゥス属から派生したと推定されてもいる。ホモテリウム属は更新世の間にユーラシア大陸と北アメリカ大陸の広範囲に亘って姿を現わし、中期更新世（約150万年前）までにアフリカ大陸にも出現した。H. crenatidens の化石は、最終氷期の間に河川が流れていたツンドラ気候の湿地帯であった北海から漁船により偶然回収された。H. latidens は比較的早い約30万年前に絶滅したと考えられているが、約2万8000年前の標本が一つだけ北海から発見されている。南アメリカのベネズエラからは6体におよぶ約180万年前の化石が発見されており、アメリカ大陸間大交差に乗じてスミロドンと共にホモテリウムが南アメリカへ分布域を拡大したことが示唆されている。これらの標本は H. venezuelensis のタイプ標本に指定されている。南アメリカの種がいつ頃まで生き延びたかは不明である。
ユーラシア大陸の種（H. latidens、H. nestianus、H. sainzelli、H. crenatidens、H. nihowanensis、H. ultimum）は主に身体サイズや上顎の犬歯の形状と大きさの差異に基づいて識別がなされていたが、これらの大きさの違いは現生の大型ネコ科動物の種にも見られることから、これらの種は Homotherium latidens ただ1種を代表している可能性が高い。アフリカ大陸の更新世の種 H. ethiopicum と H. hadarensis もユーラシア大陸の種と大きな差は存在しない。北アメリカ大陸の漸新世から更新世の H. serum も酷似した種である。形態学的データと遺伝学的データの両方から、世界中の後期更新世のホモテリウムの個体がおそらく全て H. latidens であることが示唆されている。
ホモテリウムはユーラシア大陸に広く分布していてかつ化石も多産しているが、完全な骨格は希少である。ホモテリウムの化石が産出した最も著名な発掘サイトはアメリカ合衆国テキサス州のFriesenhahn洞窟で、30個体のホモテリウムの骨格が数百個体の幼獣マンモスや複数体のダイアウルフと共に発見されている。
1893年にエドワード・ドリンカー・コープが Dinobastis serus をタイプ種として命名したDinobastis属は、Matthew (1910) でスミロドン属、Churcher (1966)でホモテリウム属のシノニムとされた。その後もSchultz et al. (1970)、Waldrop (1974)、Kurtén and Anderson (1980)、Churcher (1984)、Dalquest and Carpenter (1988) でホモテリウム属として扱われている。

## 特徴

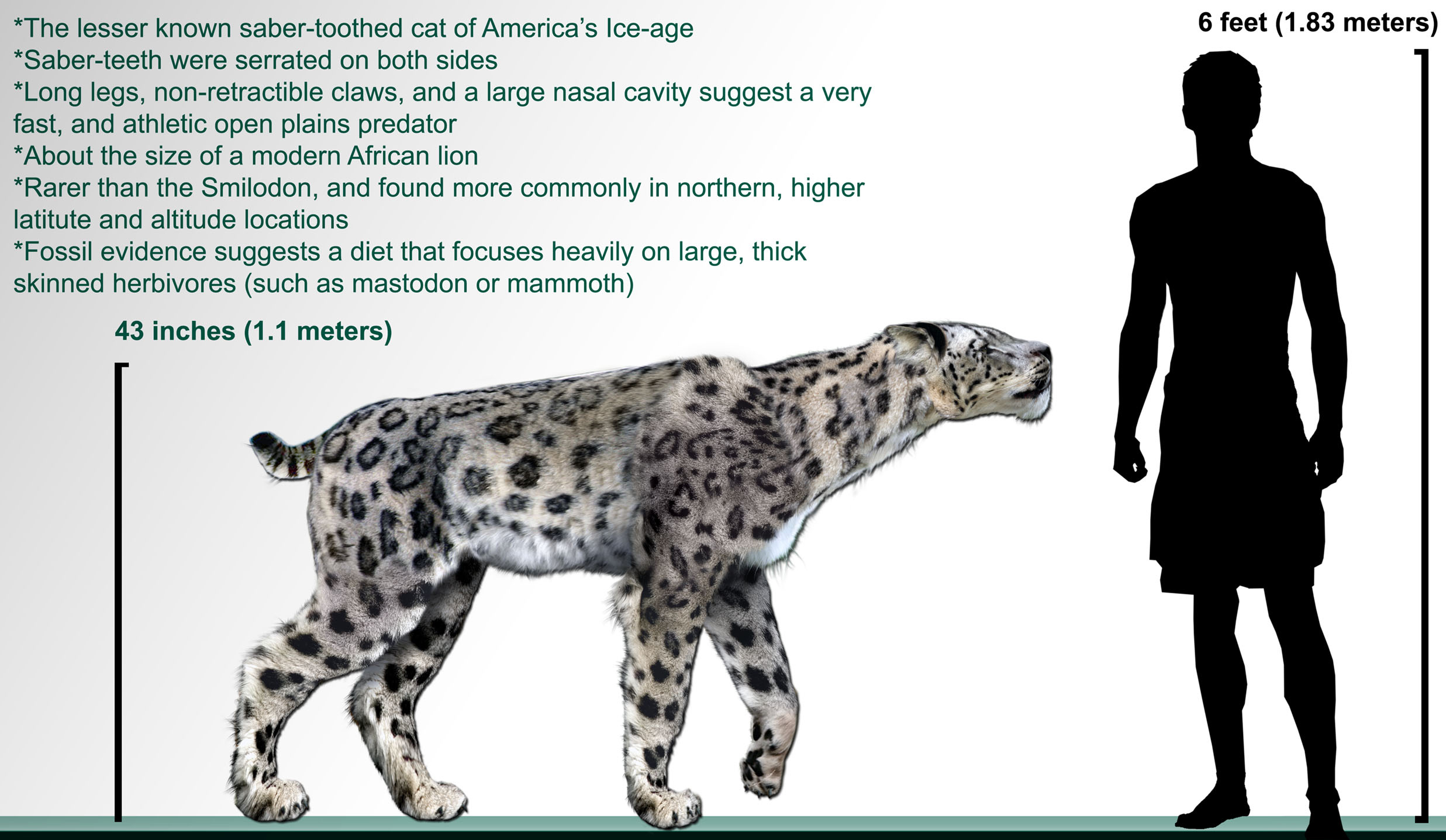
H. serumとヒトの大きさ比較

体長1.2メートル、肩高1.1メートル、体重190キログラムと推定されている。ホモテリウムの上顎の犬歯はスミロドンやメガンテレオンといった近縁なマカイロドゥス亜科の属と比較すると短かったが、現生の大型ネコ科動物と比較すると長大であった。ホモテリウムの門歯と下顎の犬歯は獲物を強く突き刺して確保する機能があった。ただし大臼歯は弱く、骨の破砕には適していなかった。頭骨はスミロドンよりも長く、また下顎を動かす筋肉が附随する矢状隆起が発達していた。下顎には上顎の犬歯を保護する下向きに発達した突起が存在した。長い犬歯は純粋に獲物に突き刺すよりも切り裂くことに適していたとする見解もある一方、2018年のFigueiridoらによる研究では、ホモテリウムは現生のライオンのように犬歯でダメージを与えながら獲物を保持する噛み合わせ方をしていたと発表された。これはホモテリウム属の頭蓋骨には海綿骨が多く含まれているためである。このような噛み方はこれまで比較されてきたスミロドンの犬歯の剪断咬合とは異なり、別の生態的適応の証拠となるものである。

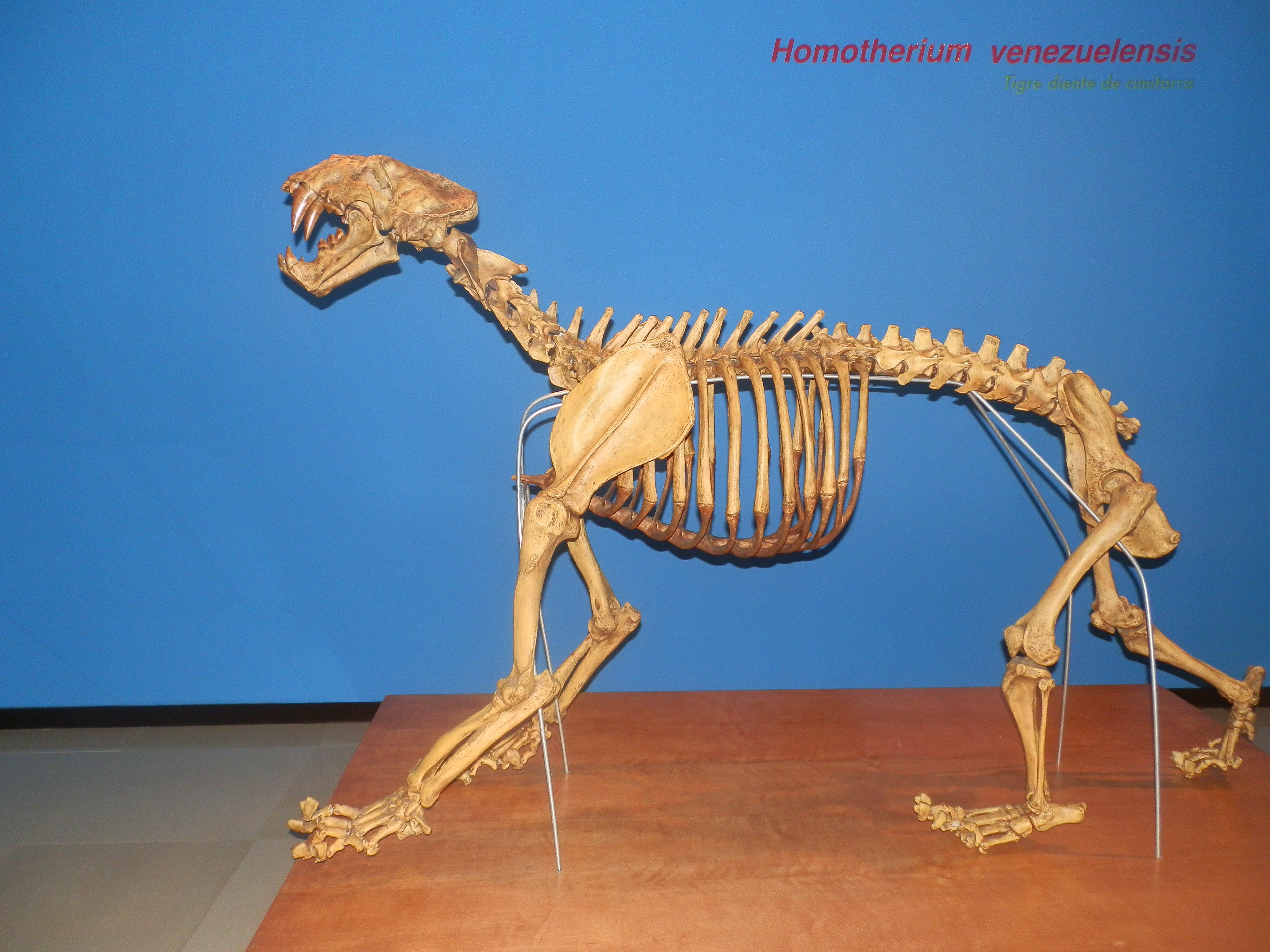
H. venezuelensis 全身骨格

ホモテリウムの化石が平原のような開けた環境から得られていることと、現生のネコ科動物との比較から、動物行動学者のウィリアム・アレンによりホモテリウムはライオンのように地味な色をしていたと推測されている。

## 食性と生息地

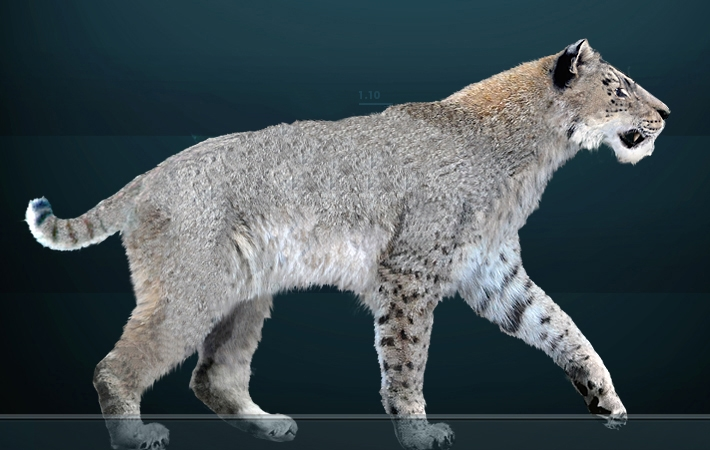
H. serum の復元図

ホモテリウム属の衰退は更新世の末にマンモスなどの大型植物食動物が姿を消したことによる可能性がある。北アメリカにおけるホモテリウムの化石記録は同時期のスミロドンほど豊富ではない。ホモテリウムは緯度または標高の高い場所に生息していたことから、寒冷なマンモスステップに適応していた可能性が高い。小さい鉤爪、比較的細い四肢、傾斜した背中は、開放的な生息地での長時間の走行に適応していると推測される。
ゲノム解析では、ホモテリウムは社会性を持ち、追撃型捕食者としての生活に適応していたという仮説が支持された。また、高い遺伝的多様性を示した遺伝子は、従来想定されていた個体数や分布が化石バイアスを受けていて、本来は遥かに多く生息していたことを示している。また、昼行性である可能性が高いことも明らかにされた。
先述したテキサス州Friesenhahn洞窟の化石群は、400頭のマンモス幼獣の化石に加えて幼獣から老齢個体まで数多くのホモテリウムの化石が確認されている。これに基づいて、北アメリカのホモテリウムは社会性を持つ捕食動物で、若いマンモスを狩ることに特化していたと考えられている。また、ホモテリウムはネコ科の動物に見られる優れた夜間視力を持っていたと見られ、多くのホモテリウムが発見されている北極圏では、夜間に狩りをすることが有力な手段だったと考えられている。他の大陸ではマンモスではないにせよ同様に大型草食動物の幼獣を狙っていたと推測される。ホモテリウムはバッファローの成獣ほどの草食動物を獲物として好み、その死体を解体して洞窟などに運搬し、安全な場所で効率的に摂食していたと推定される。これは現生のハイエナやヒョウにも見られる行動であり、また獲物の骨に残された歯型の頻度もそれらと類似する。また、従来は初期のホモ属（ヒト）がホモテリウムから肉を奪って食料にしていたと考えられていたが、ホモテリウムのこの行動を鑑みると、ホモテリウム経由で初期のヒトが得られた肉は従来考えられていたよりも多くなかったと推測される。